# Hetty Feather (televíziós sorozat)
A Hetty Feather egy 2015 és 2020 között futó ifjúsági sorozat, amelyet a CBBC sugároz. A Jacqueline Wilson azonos című regénye alapján készült drámasorozat az 1880-as évek végén, a viktoriánus Londonban játszódik. A történet főhőse, Hetty Feather egy lelencházba került kislány, aki barátai segítségével azért küzd, hogy elnyerje szabadságát és megtalálja édesanyját. A sorozatot 2024. április 12-én 16:55-kor mutatták be először az M5 kulturális csatornán.

## Történet
1887-ben járunk. A viktoriánus Londonban a főszereplő, Hetty Feather (Isabel Clifton) egy árvaházban rekedt, amelyet a félelmetes Bottomly főnöknő vezet. A rideg igazgatónő azzal riogatja a lányt, hogy úgyis elfelejti régi életét, de a kislány ezt nem hagyja annyiban. Barátai segítségével azért küzd, hogy elnyerje szabadságát, és végre megtalálja igazi anyját. A főhős Hetty együtt kerül árvaházba lelenc bátyjával Gideonnal (Dasharn Anderson), aki tőle elzártan, a fiúknak fenntartott szárnyban él. Hetty találkozni akar az épp szökni készülő testvérével.

## Szereplők
| Név                | Szerep                    | Magyar hang  |
| ------------------ | ------------------------- | ------------ |
| Isabel Clifton     | Hetty Feather             | Vadász Laura |
| Dasharn Anderson   | Gideon Smeed              | n/a.         |
| Polly Allen        | Sheila Ormsby             | n/a.         |
| Eva Pope           | Gertrude Bottomly főnöknő | n/a.         |
| Susan McArdle      | Macclesfield nővér        | n/a.         |
| Rosalyn Wright     | Winterson dajka           | n/a.         |
| Hugo Cracknell     | Edwin Calendar            | n/a.         |
| Isabelle Allen     | Elizabeth                 | n/a.         |
| David Knight       | Ned                       | n/a.         |
| Gus Barry          | Mathias                   | n/a.         |
| Ava Merson-O'Brien | Harriet                   | n/a.         |
| Redmand Rance      | Vince                     | n/a.         |
| Ben Radcliffe      | Robert                    | n/a.         |
| Stuart Campbell    | Jack                      | n/a.         |

## Epizódlista
| Évad                | Epizód      | Angol cím                       | Magyar cím                | Rövid ismertető | Magyar bemutató   |
| ------------------- | ----------- | ------------------------------- | ------------------------- | --- | ----------------- |
| 1.                  | 1.          | The Escape (Part 1)             | A szökés (1. rész)        | Hetty Feather és egy nevelt kisfiú, Gideon, visszakerülnek nevelőszüleiktől a lelencházba. A rideg főnöknő megmondja Hettynek, hogy úgyis elfelejti a régi életét, de Hetty ezt semmiképp nem akarja. Néhány évvel később, egy súlyos betegség után visszatérnek régi emlékei, és találkozni akar Gideonnal, aki tőle elzártan, a fiúknak fenntartott szárnyban él. Gideon pedig épp szökni készül… | 2024. április 12. |
| 1.                  | 2.          | The Escape (Part 2)             | A szökés (2. rész)        | Hetty mégis el tudja juttatni az ígért levelet Gideonéknak, de ő is velük akar szökni. Szeretné, ha Gideon és ő hazamennének a nevelőcsaládjukhoz. A szökés végül csak részben sikerül, Gideon megsérül és Hetty is visszamegy vele a lelencházba. Közben Sheila le akarja leplezni a szökést, de másképp alakul a dolog, mint ahogy elképzelte. | 2024. április 15. |
| 1.                  | 3.          | The Tower                       | A torony                  | Hetty rejtekhelyet keres maguknak, ahol megünnepelhetik Gideonnal a „fogadott” születésnapjukat, azt a napot, amikor megérkeztek a nevelőcsaládjukhoz. Hetty kiszemeli a régi tornyot, de nem tudnak odajutni. Eközben tolvajt keresnek a lelencházban, és patkányfogót is kell hívni az elszaporodott kártevőkhöz, így Hetty kihasználja a lehetőséget, hogy bejusson a toronyba. A tolvajról kiderül, hogy Mathias az, aki visszatért a lelencházba. | 2024. április 16. |
| 1.                  | 4.          | Jack in the box                 | Varázsdoboz               | A főnöknő megzsarolja Mathiast: ezután kémkednie kell a barátai után, vagy mehet a zárkába. Mathias nem akarja elárulni Gideonnak, miért jött vissza. Gideon rájön, hogy a főnöknő a jótékonysági céllal készített játékokat el akarja adni cinkosával, Mr. Cooperrel együtt. A játékokat a gyerekek készítik, és sokan betegek lesznek a használt festéktől. Hetty és Gideon úgy döntenek, tönkreteszik a játékokat, hogy meghiúsuljon az eladás. | 2024. április 17. |
| 1.                  | 5.          | Sisters                         | Nővérek                   | Új lelenc érkezik, és kiderül, hogy Eliza az, Hetty fogadott húga, aki ugyanannál a családnál nevelkedett. Mesél Hettynek Jemről, és Hetty úgy gondolja, a fiú elfelejtette őt. Nagyon szomorú lesz, ezért a barátai úgy döntenek, segítenek neki, és elhívják a lelencházba Jemet. Közben Bottomlyt meglátogatja a húga, Annie, és Hetty megtudja, hogy Bottomly dologházban nevelkedett, amit nem tud megbocsátani. | 2024. április 18. |
| 1.                  | 6.          | Strike                          | Sztrájk                   | A kórus a főnöknő éves díszebédjére gyakorol egy új himnuszt. Nagyon unják, és Hetty megkéri az énektanárt, Winterson dajkát, hogy tanítson egy varieté-dalt nekik. A főnöknő meghallja, és elbocsájtja Wintersont. A gyerekek sztrájkot szerveznek a dajkáért, de a főnöknő nem akar engedni nekik. | 2024. április 19. |
| 1.                  | 7.          | Raising the Flag                | Vond fel a zászlót!       | A hadsereg új dobost akar kiképezni. A toborzótiszt egy verseny alapján dönti el, ki legyen az. Walter mindenáron győzni akar, hogy megkereshesse a hadseregben szolgáló nevelőapját. Beválogatja a csapatába Mathiast is, aki egyáltalán nem akar katona lenni. Eközben Hetty és Sheila büntetésből a betegszobán dolgozik. Hetty indiánosdit játszik a beteg Charlieval, aki kezébe veszi az irányítást, és segít eldönteni a fiúk versenyét. | 2024. április 22. |
| 1.                  | 8.          | Foundling Reclaimed             | Lelenc kerestetik         | Egy házaspár a gyermekét keresi a lelencházban, de a főnöknő azt állítja, nem vették fel hozzájuk. Hetty rájön, hogy ez hazugság, és nyomozni kezd, ki lehet az a lelenc, akiért eljöttek. Reméli, hogy talán ő maga. Egy csúnya becsapás miatt Gideon is ezt reméli, és szökni próbál a szüleihez. Eközben a tanácstagok ellenőrzést tartanak a lelencházban. | 2024. április 23. |
| 1.                  | 9.          | Open Day (Part 1)               | Nyílt nap (1. rész)       | A lelencház nyílt napot tart, hogy minél több adományt összegyűjthessenek. Hettynek a pártfogó Lord Upton lányára, Charlotte-ra kell vigyáznia. A főnöknő felajánlja, hogy Lord Upton vigye magával Hettyt Indiába, komornának a lánya mellé. Hetty nem akar elmenni, mert szeretné kideríteni, hogy a Tanglefield Cirkusszal fellépő Madame Adeline az anyja vagy sem. Elhatározza, hogy megszökik. | 2024. április 24. |
| 1.                  | 10.         | Open Day (Part 2)               | Nyílt nap (2. rész)       | Hetty a cirkuszban megtudja, hogy nem Madame Adeline az anyukája. A főnöknő megtudja, hol van Hetty, hazaviszi és bezárja, amíg eljön érte Lord Upton inasa. Hetty barátai azonban mindent megtesznek, hogy bizonyítékot találjanak a főnöknő ellen, és Hettynek ne kelljen Indiába mennie. | 2024. április 25. |
| Különepizód         | Különepizód | Floss The Foundling             | n/a.                      | n/a. | -                 |
| 2.                  | 11.         | Foundling Day                   | Új lelencek               | A lelencházba új csecsemőket vesznek fel. Hetty megígéri az egyik anyának, hogy segít a babának megőrizni az anyja emlékét, és nem engedi, hogy más nevet adjanak neki. Ezt az ígéretet nagyon nehéz betartani, de a többiek segítségével végül eléri, hogy a babát az ő régi nevelőcsaládjához küldjék. Levélben üzen Jemnek, hogy a kicsinek mondjanak el mindent az anyjáról, és Hetty anyjáról is derítsen ki, amit tud. | 2024. április 26. |
| 2.                  | 12.         | The Haunting                    | Szellemjárás              | Egy gazdag házaspár látogat a lelencházba, és kiderül, hogy örökbe akarják fogadni Pollyt. Hetty megijed, hogy elveszíti a barátját, és félti is őt, hogy csak a házaspár halott kislányát kell helyettesítenie, ezért mindent megtesz, hogy megakadályozza a dolgot. Eközben Vince azzal csúfolja Mathiast, hogy hisz a kísértetekben, így a fiúk trükköt eszelnek ki, hogy bebizonyítsák, ki fél igazából. | 2024. április 29. |
| 2.                  | 13.         | Words From Home                 | Hírek otthonról           | Jem eljön a lelencházhoz, hogy találkozzon Hettyvel, akinek közben a konyhán kell dolgoznia, így nem biztos, hogy ki tud szökni. Végül sikerül neki, de Eliza meglátja, hogy Gideon és Hetty nélküle találkoznak Jemmel, ezért ellopja Hetty elrejtett kincsét: Gideon leveleit, és a zálogot. Vince úgy tesz, mintha nála lenne a zálog, és megzsarolja Hettyt, hogy lopjon húst a konyháról. Végül Ida segít megoldani a dolgokat. | 2024. április 30. |
| 2.                  | 14.         | Changes                         | Változások                | A fönöknő váratlanul elutazik, és Cranbourne-ra bízza a lelencházat. Szintén váratlanul megérkezik Cranbourne apja, és közli a fiával, hogy egy hónapon belül ott kell hagynia a lelencházat és a családjának szentelni az életét. Gideon hangja mutálni kezd, ezért nem veszik fel a kórusiskolába, de azt hazudja a többieknek, hogy sikerült a meghallgatás. Kiderül az igazság, és meg akar szökni, de végül marad, és megtalálja az időközben eltűnt Elizát. | 2024. május 1.    |
| 2.                  | 15.         | Blanche                         | Blanche                   | Hetty ki akarja deríteni, hol járt a főnöknő, és mit rejteget. A fiúk segítségét kéri a nyomozásban, és végül rájön, hogy a főnöknő egy lányt zárt be a pincébe. A volt lelenc, Blanche, elmondja, hogy a főnöknő eladta őt hétévesen egy gyárnak, és most elmegyógyintézetbe akarja záratni. A lelencházban épp ott van Brigwell ezredes, úgyhogy le akarják leplezni előtte a főnöknőt, de Blanche végül másképp dönt. | 2024. május 2.    |
| 2.                  | 16.         | Remember Me                     | Emlékezz rám!             | Blanche beáll Sheila falkájába, és eléri, hogy kiközösítsék Monicát, aki pedig a régi barátságuk miatt igyekszik vigasztalni és segíteni őt. Stant felfogadják, hogy fesse ki a lépcsőházat, és amikor Monicát végzetes baleset éri, őt hibáztatják érte. Stan ártatlannak mondja magát, és fél, hogy elveszíti a munkáját, de Hetty és a barátai kinyomozzák, mi is történt valójában. | 2024. május 3.    |
| 2.                  | 17.         | Dreams                          | Álmok                     | Két látogató érkezik a lelencházba. A fiúk vendége Dr. Kate Webster a felfedező, aki a kalandjairól mesél, és egzotikus állatokat mutat nekik. A lányokhoz Lady Asquith inasa jön, és feladatokat ad, hogy végül a legügyesebb lány elnyerjen egy ajánlólevelet arra az időre, amikor majd szolgálni megy. Hettyt sokkal jobban érdeklik a felfedezések, így belopózik a fiúk termébe, de rosszul sül el a dolog. Eközben a teremből megszökik Dr. Webster kígyója. Az ajánlólevelet Harriet nyeri el, Sheila mesterkedése ellenére. | 2024. május 6.    |
| 2.                  | 18.         | The Letters                     | A levelek                 | Mathias levelet írat Hettyvel Harrietnek, de a titokzatosan, név nélkül megírt levél a főnöknőhöz kerül, aki azt hiszi, hogy az ezredes írt neki. Harriet kérése ellenére Hetty továbbra is folytatja a „tréfá”-t, és Blanche is tudomást szerez róla. Amikor Hetty túlmegy minden határon, és a főnöknő tombol, Blanche elárulja, ki írta a leveleket. | 2024. május 7.    |
| 2.                  | 19.         | Secrets and Plans               | Titkok és tervek          | A főnöknő Hettyt a zárkába csukatja, Harrietet pedig elküldi Lady Asquith-hoz. A lelencház művészeti kiállítást és vásárt rendez. A fiúk kihasználják a helyzetet, és kiszöktetik Mathiast, hogy beszélhessen Harriettel. Ida a zárkánál vigasztalja Hettyt, és végül elárulja, hogy ő az anyukája. Cranbourne-t kinevezik vezetőnek a főnöknő mellé. | 2024. május 8.    |
| 2.                  | 20.         | The Reunion                     | Újra együtt               | A főnöknő nem tudja elviselni, hogy Cranbourne is vezető lett. Amikor megtudja, hogy Mathias kiszökött, felelőtlenséggel vádolja Cranbourne-t, de Mathias, Blanche segítségével meghiúsítja a bosszút. Hetty végre hosszan elbeszélget Idával, de Sheila kilesi őket és beárulja a főnöknőnek. A főnöknő kidobja Idát, de Hetty megfogadja, hogy megkeresi. | 2024. május 9.    |
| 3.                  | 21.         | News From Nowhere               | Hír ismeretlen helyről    | Hat hónap telt el. Winterson dajka becsempészi Ida levelét Hettynek. A levélből kiderül, hogy Ida egy dologházban él. Amikor Hetty ezt megtudja, elszökik, hogy megkeresse. A levél Harrietnél marad, de Mathias nagyon félti Hettyt, mert tudja, milyen veszélyes kint a városban, ezért szólni akar róla a főnöknőnek. Végül Sheila árulkodik a levélről. A főnöknő és Cranbourne kihívják a rendőrséget, hogy kerestessék Hettyt, ugyanakkor a főnöknő a kétes Mr. Brunsdont küldi Hetty után, azzal, hogy tüntesse el. | 2024. május 10.   |
| 3.                  | 22.         | The Unexpected Friend           | Váratlan barát            | Hetty nem találja Idát a dologházban, kiderül, hogy állást kapott Highgate-ben. Csak úgy tud eljutni oda, ha pénzt szerez omnibuszra, ezért segít virágot árulni Sissynek. A levélből az árvaházban is sejtik, melyik dologházról ír Ida, így Clark rendőr a környéken kezdi keresni Hettyt, és Miss Smith is segít neki. Végül ő talál rá Hettyre, visszaviszi a lelencházba, és elmagyarázza, hogy Ida elveszítené az állását, ha kiderülne, hogy van egy törvénytelen gyereke. A főnöknő megfenyegeti Harrietet, hogy elveszíti a helyét Lady Asquith-nál. Végül Miss Smith menti meg Hettyt és Harrietet a büntetéstől. | 2024. május 13.   |
| 3.                  | 23.         | The Break In                    | Jess                      | Blanche barátnője, Jess, megszökik Mr. Grace bandájától és belopózik a lelencházba, hogy együtt szökjenek el Blanche-sal, ahogy régen tervezték. Magával hoz néhány lopott holmit, köztük egy régi üzleti könyvet. Hetty és Blanche bújtatják Jesst, miközben a fiúk segítenek megszabadulni a lopott holmiktól. Kiderül, hogy a régi könyv valamiért különösen fontos a főnöknőnek. Miss Smith állást szerez Hettynek, de ő végül átadja a lehetőséget Blanche-nak. | 2024. május 14.   |
| 3.                  | 24.         | Land of Opportunity             | Lehetőségek               | Lady Asquith amerikai ismerőse, Chester Benjamin látogatóba érkezik a lelencházba. Ő is lelencházat akar nyitni New Yorkban, és felkéri a főnöknőt, hogy menjen oda vezetőnek, de visszavonja az ajánlatát, amikor kiderül, hogy a főnöknő miatt került mérgezett liszt a lelencházba. Lady Asquith üzen, hogy Harriet menjen utána Amerikába. A főnöknő megtalálja a könyvet, és tűzbe dobja, de aztán kiveszi. | 2024. május 15.   |
| 3.                  | 25.         | Dangerous Game                  | Veszélyes játék           | Egy nagy vihar tönkreteszi a tetőt, és adománygyűjtést akarnak szervezni a javításra. A főnöknő kiszámolja egy amerikai út költségeit, és hatalmas összeg jön ki, úgy tűnik, le kell mondania róla. Miss Smith megszervezi, hogy Hetty titokban találkozhasson Idával, de a főnöknő rájön a dologra, és Miss Smith csak úgy tudja megmenteni Hettyt a büntetéstől, ha kilép a tanácsból. Vince zsarolja Winterson dajkát, mert látta, hogy Clark rendőr ajándékot adott neki. Ez tönkreteszi kezdődő barátságát Hettyvel. | 2024. május 16.   |
| 3.                  | 26.         | Cannon Fodder                   | Ágyútöltelék              | A fiúk hadi bemutatóra készülnek. Ebben egy vendég, Charlie Palmer őrmester segíti őket, aki bevallja Walternek, hogy ő az apja. Közben Hetty és Harriet tervet eszelnek ki, hogyan hozzák össze Winterson dajkát Clark rendőrrel: elrejtenek egy festményt, hogy a főnöknő azt higgye, ellopták, és kihívja Clarkot. Csakhogy Ned nyomozása után az őrmestert tartóztatják le. A főnöknő egyre inkább Amerikába akar menni, de az út szinte megfizethetetlen. | 2024. május 17.   |
| 3.                  | 27.         | The Last Sunday                 | Az utolsó vasárnap        | Az utolsó lelencházban töltött vasárnapon ismét pártfogók jönnek megnézni a gyerekeket. Verekedés tör ki, és Gideon véletlenül megüti az egyik pártfogót, George Calendart. Gideon mindent elmond a pártfogó feleségének, és a házaspár végül őt és Sheilát felfogadják magukhoz. Hetty még mindig nem tudja, hová kerül. Ki akarja deríteni, és eközben rájön, hogy a főnöknő el akar szökni Amerikába. | 2024. május 20.   |
| 3.                  | 28.         | Farewell Service                | A búcsú                   | A főnöknő bezárja Hettyt a raktárba, és elmondja neki, hogy Mr. Brunsdon gyárába fog kerülni. Hettyt végül Sheila szabadítja ki az utolsó pillanatban. A lelencház búcsú-istentiszteletén ott vannak a lelencek és a tanácstagok is, amikor Hetty beront, és megvádolja a főnöknőt, hogy Amerikába akar menni a tetőre gyűjtött pénzből. Nem hisznek neki, de a főnöknő végül lelepleződik. Nem sokkal később azonban sikerül mégis megszöknie a lelencházból. Hetty Mathiasnak adja a főnöknő hajójegyét, ő maga pedig Gideonnal és Sheilával Calendarékhez kerül szolgálónak. | 2024. május 21.   |
| 3.                  | 29.         | New Beginnings                  | Új kezdet                 | Hetty, Sheila és Gideon számára új élet kezdődik a Calendar Házban. A házban a szigorú házvezetőnő parancsait kell teljesíteniük, Gideon főnöke pedig Jack, a kertész lesz. A főnöknő Mr. Brunsdonhoz menekül, és megfenyegeti, hogy mindenáron vissza kell szerezni a könyvet. Brunsdon odaküld két fiút Mr. Grace bandájából, de nem találják meg a könyvet, amit Sheila időközben elvett Hettytől. Így magát Hettyt rabolják el, vagyis azt, akit Hettynek hisznek, de ő valójában Emily Calendar. | 2024. május 22.   |
| 3.                  | 30.         | The Past Returns                | A múlt utolér             | A házban mindenki Emilyt keresi. Hetty rájön, hogy Emily Henry miatt szökött meg időnként, mert együtt tanulnak. Összetalálkozik Henryvel, aki segít neki és Gideonnak kiszabadítani Emilyt, Hetty viszont csapdába esik. Ráveszi a főnöknőt, hogy vigye vissza őt a Calendar Házba, mert ott megkaphatja a könyvet. A főnöknőt azonban ott a rendőrség várja. Hiába fenyegetőzik, hogy mindent elmond Rosamund múltjáról, George Calendart ez nem érdekli. Hetty végül jutalmul kimenőt kap, és találkozhat Idával. | 2024. május 23.   |
| 4.                  | 31.         | The New Arrival                 | Az új jövevény            | Hetty Feather hónapok óta szolgált a Calendar Házban. Úrnője, Rosamund nemsokára szül, és pont most toppan be George keresztanyja, Lady Grenford, aki mindenkinek dirigál. Komornáját, Brodyt nevezi ki átmeneti házvezetőnőnek Mrs. Penhaligon távozása után. Edwin Jackkel és Gideonnal kalandozik a kertben, majd elesik, és rejtélyes kór támadja meg. A fiúk keresik az ellenszert, míg a ház felbolydul, mert beindult a szülés is. Hívják Lady Grenford orvosát, aki Jack és Gideon segítségével meggyógyítja Edwint. Közben megszületik a második kisfiú, és megtudjuk, hogy Lady Grenfordnek a Calendar Házra fáj a foga. Rosamund a láztól félrebeszél, és közben elárulja Hettynek a legféltettebb titkát. | 2024. május 24.   |
| 4.                  | 32.         | Trouble                         | Bajban                    | A Calender Házban ma tartják az újszülött William keresztelőjét. Mrs. Whittock elfelejti, ezért a konyha az utolsó pillanatban próbál felkészülni a vendégek fogadására. Hetty sehol se találja Mrs. Calendert, de titokban tartja. Lady Grenford mindenkinek dirigál, ami ellen Emily és Edwin is fellázad. George felfogadja Brodyt állandó házvezetőnőnek, de végül megelégeli keresztanyja basáskodását. Rosamund megkéri Hettyt, hogy segítsen megkeresni rég elveszett fiát, de ezért fel kell keresnie – a Főnöknőt... | 2024. május 27.   |
| 4.                  | 33.         | Family                          | A család                  | A kis William egyfolytában sír, ami leterheli Rosamundot és George-ot. Edwin Jack segítségével próbálja megjavítani apja régi zenedobozát, hogy bizonyítsa, nem hasznavehetetlen. Ez végül olyan jól sikerül, hogy megnyugtatja a kis Williamet is. Emily „segít” Gideonnak kifesteni a fészert, bár nem egészen úgy, ahogy kellene. Sheila jelentkezik dadának, mert ki akar „törni” a konyhából, de egy Constance-szal töltött nap után meggondolja magát. Közben Agnes anyja, Franny elhozza másik lányát, Lizzie-t, hogy cselédnek adja. Felveszik, de Agnes mindent elkövet, hogy kidobassa. Ida elutazik, ami megviseli Hettyt, de rájön, hogy segítenie kell Rosamundnak megtalálni elveszett fiát. Ehhez el kell mennie a börtönbe a Főnöknőhöz... | 2024. május 28    |
| 4.                  | 34.         | Prisons                         | A börtön                  | Vendégek érkeznek a Calender Házba: Brigwell ezredes és Rosamund barátnője, Louisa Hooper nőjogi aktivista krokettezik a családdal. Váratlanul betoppan Lady Grenford az unokájával, akit előre betanított, hogy csavarja el Miss Emily fejét, és rátehesse a kezét a Calender Házra. A dolog balul sül el, mert Edwin észreveszi, hogy a fiú csal a krokettben. Hetty közben ájulást színlelve kiszökik, és felkeresi a Főnöknőt a börtönben, hogy kihúzza belőle, hol van Rosamund első fia, Charles. Nem sikerül, és bár legyőzi félelmét, tudta nélkül arra sarkallja Bottomlyt, hogy levelet írjon Charles-nak... | 2024. május 29.   |
| 4.                  | 35.         | For Shame                       | Szégyen gyalázat          | Agnes komornának jelentkezik, ezért letagadja a családját, és keresztbe tesz a húgának, Lizzie-nek is, hátha elküldik. De kiderül a titka, és szégyenében hazamenekül anyjához, Frannyhez. Emily új ruhát kap a születésnapi partijára, de Hettyt küldi maga helyett a ruhapróbára. Jobban érdekli, hogy Henry Oxfordba megy, és nem lesz kivel tanulnia, ezért el akarja intézni Lord Goodallnál, hogy Henry Londonban maradjon, ezzel magára haragítja Henryt... Jack szégyelli, hogy nem tud olvasni, ezért titokban tanul Edwinnel. Sheila rájön, és elveszi a könyvét, amivel konfliktust szít közte és Gideon között. | 2024. május 30.   |
| 4.                  | 36.         | Wolves                          | A farkasok                | Jack mesél a többieknek a farkasfiú mondájáról, ami megijeszti Lizzie-t. Hetty úgy érzi, valaki figyeli őket az erdőben, és igaza van: Vince, egy régi pajtásuk a lelencházból megszökött a seregtől, és bujkál. A fiatalok segítenek neki, de lebuknak Brody előtt, aki látszólag a cinkosuk lesz. Hetty azt hiszi, megbízhat benne, de végül rájön, hogy kijátszotta Lizzie-t ellenük. Közben Mr. Calender újságírókat keres a lapjához. Jelentkezik nála egy tapasztalatlan fiatalember, Samuel, aki tudásával lenyűgözi Emilyt, így felfogadják házitanítónak. Nem sejtik, hogy Bottomly főnöknő Charles-nak, Rosamund törvénytelen fiának küldött levele hozta ide... | 2024. május 31.   |
| 4.                  | 37.         | Pride                           | Külsőségek                | Mrs. Whittock egyre feledékenyebb. Ez bosszantja Sheilát, mert nem kap elég elismerést azért, hogy szinte ő viszi a konyhát. Amikor a szakácsnő odaégeti az ebédet, ő már kész alternatívával áll elő, ami kiváltja Agnes rosszallását. Sheila magába száll, a balul sikerült ebéd miatt viszont elbocsájtják Mrs. Whittocköt, aki Sheilára hagyja a receptgyűjteményét. Lady Grenford érkezik ebédre Roberttel, akit össze akar boronálni Emilyvel. Sheila megtudja őladysége titkát. Jack udvarolni kezd Hettynek. Mr. Calendar észreveszi, hogy tolvaj járt a házban. Jack rajtakapja az öccsét, Freddie-t az üvegháznál. Visszaviszi a lopott holmit, de közben lebukik, ezért elmenekül, így azt hiszik, hogy ő a tolvaj. Mr. Buscombe megkezdi Emily és Edwin oktatását, de közben feltűnően érdeklődik Rosamund iránt, és titokban körbenéz a házban. Constance észreveszi, de az új tanító meghazudtolja a kislányt, nehogy gyanakodjanak rá. | 2024. június 3.   |
| 4.                  | 38.         | Fate                            | A sors                    | Eljött a vásár ideje. Mindenki izgatottan készül, de Hetty kénytelen kimaradni, mert Mrs. Brody nem engedi el. A vásáron megjelenik Jack, aki kétségbeesetten próbálja bebizonyítani, hogy nem lopott el semmit. Megválasztják a fesztiválkirálynőt, ami nem kis meglepetést okoz a vendégek és versenyzők között. | 2024. június 4.   |
| 4.                  | 39.         | Truth                           | Az igazság                | Hetty biztos benne, hogy Jack nem lopott el semmit, és ezt be is akarja bizonyítani. Samuel Buscombe-ról kiderül, hogy nem volt őszinte a Calendar ház lakóival. Hetty és Gideon elmegy Jack házához, de csak az öccsét, Freddie-t találják ott. Lady Grenford titkot szimatol, és addig nem nyugszik, amíg a gyanúja végére nem jár. | 2024. június 5.   |
| 4.                  | 40.         | The Birthday Party              | A születésnapi parti      | Mindenki lázasan készülődik Emily születésnapi partijára. Brody és Lady Grenford azonban galád tervet eszelt ki. Bejelentésre készülnek, amire egészen biztosan senki sem számít. Lady Grenford megzsarolja Rosamundot. Ha nem adja hozzá Emilyt Roberthez, akkor lerántja a leplet a nagy titokról. Hetty és a barátai mindent megtesznek azért, hogy ezt megakadályozzák. | 2024. június 6.   |
| 5.                  | 41.         | The Return                      | Hazatérés                 | A Calender család Európában utazgat, ezalatt a személyzet otthon élvezi a szabadságot. Sheila Miss Emilynek adja ki magát, és megismerkedik egy elbűvölő katonával. Hetty és Agnes meg akarják tréfálni, ezért úgy tesznek, mintha tényleg ő lenne Emily, és a nevében meghívják uzsonnára Wilfredet, a katonát. Közben azonban váratlan vendég érkezik: Ashok, egy indiai herceg, aki itt fog lakni és tanulni. Hettyék tréfája rosszul sül el: váratlanul hazaérkezik Rosamund, és el akarja bocsátani Sheilát a megengedhetetlen viselkedés miatt. Sheila megelőzi, és felmond, azt állítja, hogy azonnal összeházasodnak Wilfreddel. | 2024. június 7.   |
| 5.                  | 42.         | The Proposal                    | A lánykérés               | Sheila távozásával a személyzetnek még nehezebb dolga van. Rosamund úgy érzi, nem boldogulnak, ezért örömmel alkalmazza a komornyiknak jelentkező, erélyesnek tűnő Mr. Ambrose-t és lányát. Mr. Ambrose csalással jut az álláshoz: a többi jelöltet elküldi, az ajánlólevelet pedig meghamisítja. Valójában lopni akar a házból. Jack próbálja megkérni Hetty kezét. Constance segít neki, de így sem sikerül a dolog, sőt, Hetty elárulja, hogy Harriet a levelében őt is Amerikába hívja, és szívesen elmenne. Ashok felfedi a titkát: egy értékes gyémántot, a Hajnalcsillagot keresi Calendaréknél. | 2024. június 10.  |
| 5.                  | 43.         | The Hidden Compartment          | A titkos fülke            | Edwin és Hetty titkosírással készült nyomot találnak, hogy hol kell keresniük a drágakövet. Egy rejtett falfülkének kell lennie házban. Erre Ashok is rájön, és ő is a keresésére indul, az inasának kinevezett Gideonnal együtt. Rosamundnak fel kell keresnie Lady Grenfordot, akit betegen talál. Megsajnálja, és hazaviszi magával, mindenki nagy felháborodására. Ambrose és Flo a házból összelopott zsákmánnyal szökni készül, de Ambrose meggondolja magát, amikor véletlenül ő találja meg a titkos falfülkében a Hajnalcsillaghoz vezető következő nyomot. | 2024. június 11.  |
| 5.                  | 44.         | The Folly                       | A műromok alatt           | Hettyt beosztják Lady Grenford mellé, és az öreg hölgy visszaemlékezései közelebb viszik a döntéshez, hogy vállalja a kalandot, és elmenjen New Yorkba. Erre biztatja Jacket is, aki azonban félreérti, és romantikus kérésnek veszi. Ashok közben lovagolni megy, hogy megmutassa Edwinnek, nem kell félni a lovaktól. A ló azonban ledobja a parkban a műromoknál, ahol újabb nyomra bukkannak, ami a Hajnalcsillaghoz vezethet. Lizzie gyanakszik a komornyikra, körülnéz a szobájában, de Flo rajtakapja, és megfélemlíti. | 2024. június 12.  |
| 5.                  | 45.         | The Tunnel                      | Az alagút                 | Lady Grenford mindenáron barátkozni akar Ashokkal, és a fiú végül el is árul neki sok mindent a házban talált nyomokról. Eközben Jack próbálja kiásni a műromok alól a drágakövet, végül Ashok és Gideon is segít neki, de nem találnak semmit. Lizzie-nek egyre gyanúsabb Ambrose. Ismét kutat a szobájában, és megtalálja a pergament a furcsa jelekkel. Próbálja lerajzolni őket, de Flo megzavarja, és meg is fenyegeti, hogy elárulja az apjának. Végül bezárja a pincébe, ahol Lizzie rábukkan egy titkos alagútra és egy újabb nyomra. Hetty megmondja Jacknek, hogy nem vele akar New Yorkba menni. | 2024. június 13.  |
| 5.                  | 46.         | The Parchment                   | A pergamen                | Gideon kitalálja, hogyan tudják elterelni Ashok figyelmét a pincében folyó munkálatokról. Ambrose meglátogatja Montague Calendar volt komornyikját, hogy a pergamenről faggassa, de Soames azt állítja, hogy még soha nem is látta. Hetty Ambrose után oson, és Soames neki elárulja, hogy Montague biztosan okkal csinálta a rejtvényt, tovább kell kutatniuk. Lady Grenford próbál kihúzni Ashokból mindent a Hajnalcsillaggal kapcsolatban. Ambrose dühében elhajítja a haszontalannak vélt pergament, és Lizzie-nek sikerül megszereznie. Próbálnak a segítségével kinyitni egy titkos ajtót, de nem sikerül. | 2024. június 14.  |
| 5.                  | 47.         | The Secret Door                 | A titkos ajtó             | Ashok születésnapján Lady Grenford igyekszik még jobban behízelegni magát a fiúnál. El akarja érni, hogy Ashok Hettyék ellen forduljon, és tolvajnak tartsa őket. Ez sikerül is neki. Hetty megfejti az ajtó kódját, de csak egy újabb ajtóval találják szembe magukat. Keresik a kulcsát, de sehol nem találják. Mrs. Calendarnek közben el kell utaznia, és Lady Grenfordra és Ambrose-ra bízza a házat. Lady Grenford ki akarkja használni a helyzetet, és miután Ashok elárulta neki, hol a titkos ajtó, egyszerre ér oda Hettyékkel a Hajnalcsillaghoz. Ambrose eközben szintén megtudja, hogy hol a Hajnalcsillag. | 2024. június 17.  |
| 5.                  | 48.         | The Accused                     | A gyanúsított             | A Hajnalcsillag eltűnik, és Lady Grenford Hettyt gyanúsítja a lopással. A gyémánt valójában Ambrose-nál van; erre Lady Grenford is rájön, és megegyeznek, hogy a férfi – némi részesedésért – eladja Lady Grenford helyett, azonkívül megszabadul Hettytől is. Hetty a pajtában bujkál a rendőrség elől. Mindenáron be akarja bizonyítani az igazát, de Ambrose megzsarolja, hogy börtönbe juttatja Jacket, ha Hetty nem szökik el azonnal. A lány így Londonba megy. Ambrose szintén szökni készül a gyémánttal együtt. | 2024. június 18.  |
| 5.                  | 49.         | The Search                      | A dologházban             | Hetty koldulásért dologházba kerül, ahol legnagyobb megdöbbenésére Sheilával találkozik. Sheila is úgy gondolja, hogy Hettynek vissza kell mennie és tisztáznia magát, és segít neki megszökni. Hetty közben a dologházban megtudja, hogy Ambrose körözött betörő. Lizzie és Agnes megtalálja az üzenetet, amiben Ambrose megírja Flónak, hol találkozzanak. A fiúkkal együtt követik Flót. A dühös Ambrose úgy dönt, hogy visszamennek a Calendar Házba, és megszerzi a gyémántot. Lady Grenford egy zálogost és egy ékszerkereskedőt hív a házba, hogy eladja a Hajnalcsillagot, de váratlanul megérkezik Rosamund. | 2024. június 19.  |
| 5.                  | 50.         | The Homecoming                  | Újra otthon               | Ambrose visszatér a Calendar Házba és a titkos átjáróba hurcolja Lady Grenfordot, hogy megtudja tőle, hol a Hajnalcsillag. Hetty is megérkezik, és a többiekkel együtt próbálja megkeresni a házban Ambrose-t, hogy a rendőrség kezére adhassák. Ambrose megfenyegeti Lady Grenfordot, hogy ha nem beszél, bántani fogja a családot. Lady Grenford ekkor megmutatja neki, hol a gyémánt. Ambrose szökni próbál, de Jack és Gideon elkapják. Ashok visszakapja a Hajnalcsillagot, és hazaindul Indiába. Hetty befejezi a kalandjukról szóló történetet, és beküldi egy kiadónak. | 2024. június 20.  |
| Karácsonyi epizódok | 51.         | A Christmas Adventure: Part One | Karácsonyi kaland 1. rész | Karácsonykor Rosamund és Lady Grenford süteményt visz a városba, hogy szétosszák a szegény gyerekek között. Hetty és Gideon is velük tart. Hetty úgy dönt, hogy közben megpróbálja kimenteni Sheilát a dologházból. A városban megtámadja és kirabolja őket egy utcakölykökből álló banda, és elszakadnak egymástól. Hetty a tolvajok után rohan, Gideon megtalálja Sheilát a dologházban, Rosamundot és Lady Grenfordot letartóztatják. Hetty elesik, elveszti az eszméletét, és az utcakölykök tanyáján tér magához, ahová egyszer csak belép Bottomly főnöknő. | 2024. június 21.  |
| Karácsonyi epizódok | 52.         | A Christmas Adventure: Part Two | Karácsonyi kaland 2. rész | Sheila elrejti Gideont a dologházban. Másnap Gideon ráveszi, hogy együtt menjenek el megkeresni Hettyt. Charlie-tól megtudják, hogy valószínűleg a főnöknő és a tolvajbanda tanyáján lehet. A dologház vezetője hagyja megszökni Charlie-t, hogy elvezesse a rendőröket a tanyára. Ekkor már Agnes és Jack is a városban keresi Hettyéket. A rendőrség rajtaüt a banda tanyáján, mindenki elmenekül. Hetty magával akarja vinni a gyerekeket a Calendar Házba, de a főnöknő nem tart velük, nem hajlandó segítséget kérni Rosamundtól. Rosamund és Lady Grenford kiszabadul a börtönből, és a gyerekek végül együtt ünneplik a karácsonyt a Calendar családdal. | 2024. június 24.  |
| 6.                  | 53.         | The Final Chapter: Part One     | Az utolsó fejezet 1. rész | Hetty tréfás írása a Calendar Házról és lakóiról megjelenik az újságban. Rosamund, aki biztatta Hettyt és javasolta, hogy őt hogyan figurázza ki, nagyon örül, és kész írónak nevezi. De amikor a szülés után meghal és a lesújtott George megtalálja az ironikus írást, sértésnek veszi, nem hiszi el Hettynek, hogy maga Rosamund kérte, hogy ez legyen a szöveg, és kidobja Hettyt. Eközben megérkezik a birtokra Harriet és Mathias, akik az esküvőjükre készülnek. | 2024. június 25.  |
| 6.                  | 54.         | The Final Chapter: Part Two     | Az utolsó fejezet 2. rész | Hetty kivesz egy szobát Londonban, és megkeresi Jacket a Regent’s Parkban. Kiderül, hogy Jack udvarol valakinek. Hetty a parkban találja a hajléktalan főnöknőt, és felajánlja, hogy lakjon nála. A főnöknő azonban ellopja a pénzét, és eltűnik. Mathias kitalálja, hogy a lelencház kápolnájában legyen az esküvő, de amikor kiderül, hogy ez nem lehetséges, a csalódott Harriet szakít vele. A gyászoló George úgy dönt, hogy visszamegy Indiába a gyerekek nélkül, és a személyzetet is elbocsátja. Agnes és Sheila Hetty segítségét kérik, hogy oldja meg a helyzetet, de Hetty megtagadja. | 2024. június 26.  |
| 6.                  | 55.         | The Final Chapter: Part Three   | Az utolsó fejezet 3. rész | Hetty visszaszerzi a pénzét a főnöknőtől, és közben megmenti egy bandától. Megengedi, hogy ismét a szállásán aludjon. Constance eközben megszökik otthonról, hogy megkeresse Hettyt, mert nem akar a nagynénjénél lakni. Végül visszamennek a Calendar Házba, ahol Hetty rábeszéli George-ot, hogy változtassa meg a terveit. Harriet vissza akar menni egyedül New Yorkba, de Mathias elmondja neki, hogy minden készen áll az esküvőre a lelencház kápolnájában. Az esküvőn a főnöknő ellopja Harriet hajójegyét. Hetty rajtakapja, de végül ad neki még egy esélyt. A főnöknő Amerikába utazik, Hetty pedig elbúcsúzik a barátaitól, és az anyjához megy. | 2024. június 27.  |